# یواس‌اس گرگوری (دی‌دی-۸۲)
یواس‌اس گرگوری (دی‌دی-۸۲) (به انگلیسی: USS Gregory (DD-82)) یک کشتی بود که طول آن ۹۶ متر (۳۱۵ فوت) بود. این کشتی در سال ۱۹۱۸ ساخته شد.